# Phare Cabo Santa María
 (juin 2025).
Le phare Cabo Santa María a été mis en service le 1er septembre 1874. Le phare maritime est situé à La Paloma (Rocha) en Uruguay. 
Le phare est une tour cylindrique blanche, au-dessus de la maison du gardien, d'une hauteur de 30 mètres et sa lumière a une portée de 20,5 miles (un flash toutes les soixante secondes). 

## Codes internationaux
- ARLHS[2] : URU-004
- NGA : 19032 [3]
- Admiralty[4] : G 0668

## Source
- (es) Cet article est partiellement ou en totalité issu de l’article de Wikipédia en espagnol intitulé « Faro Cabo Santa María » (voir la liste des auteurs).